# Templul Sankata
Templul Sankata este unul dintre templele sfinte situate la Te Bahal, Kathmandu, Nepal. Sankata este o divinitate populară, care este divinizată, mai ales sâmbăta, pentru a îndepărta ghinionul și boala. Sankata este adorată și de către budisti care acreditează lăcașul în Chanda Mahoroshan. Unul dintre lucrurile curioase despre divinitate este că, pentru hinduși, Sankata este o zeiță, în timp ce buddhismul consideră divinitatea ca zeu Bhairav.
Acest altar împreună cu Mahankal Than și Lumadi sunt cele unde lumea se închină împreună într-o singură zi.

## Istorie/legendă
Legenda spune că în timpul stăpânirii regelui Malla Narendra Dev, un Gubhajyu, un vrăjitor budist priceput în practicile Tantrik, numit Bandhu Ratna Bajracharya, cu permisiunea regelui, a folosit puterile lui Tantrik și i-a adus pe Sankata și Yogini în două sfinte diferite ulcioare și le venerau. Mai târziu, a fost înființat un templu pentru zeiță în timpul domniei regelui Gunakama Dev. Chiar și astăzi, la fiecare 12 ani, preotul templului, un budist Gubhajyu din clanul Newar Bajracharya, se închină zeiței într-un ulcior sfânt, împreună cu un alt ulcior pentru yoghini la Katuwal Daha din Chobhar și apoi zeițele sunt puse în racla din templu.
Potrivit expertului cultural Indra Mali, care a crescut în Te Bahal, Sankata nu este originar din Kathmandu. Există o altă legendă care afirmă Palah: Dya, cum numesc budiștii zeitatea, a fost adusă de la Kamaru Kamachya (actualul Kamakhya) din Assam. Palah: Dya a devenit ulterior cunoscută sub numele de Sankata.

## Ritualuri și festivaluri
Zeitatea este venerată urmând ritualurile secrete ale Tantrik. Preotul nu trebuie atins la templu și nici statuia zeiței. Statuia zeiței este drapată în pânza care îi acoperă trupul, cu excepția capului. În mod obișnuit, devotamentul față de Sankata se pare că ferește de necazuri și de prevestirile rele din viața cuiva. Deși ritualurile religioase se desfășoară în fiecare zi, templul este frecventat mai ales sâmbăta sau de ziua de naștere. Tot ceea ce este necesar pentru închinare este disponibil chiar în afara templului. De asemenea, se poate cere preoților să facă niște puja pentru a concilia planetele și stelele defavorabile. Pentru asta, persoana care se închină trebuie să aibă ulei, fier, pânză neagră și linte neagră. Traseul celor 12 ani jatra este păstrat secret.